# St. Mariä unbefleckte Empfängnis (Pier)

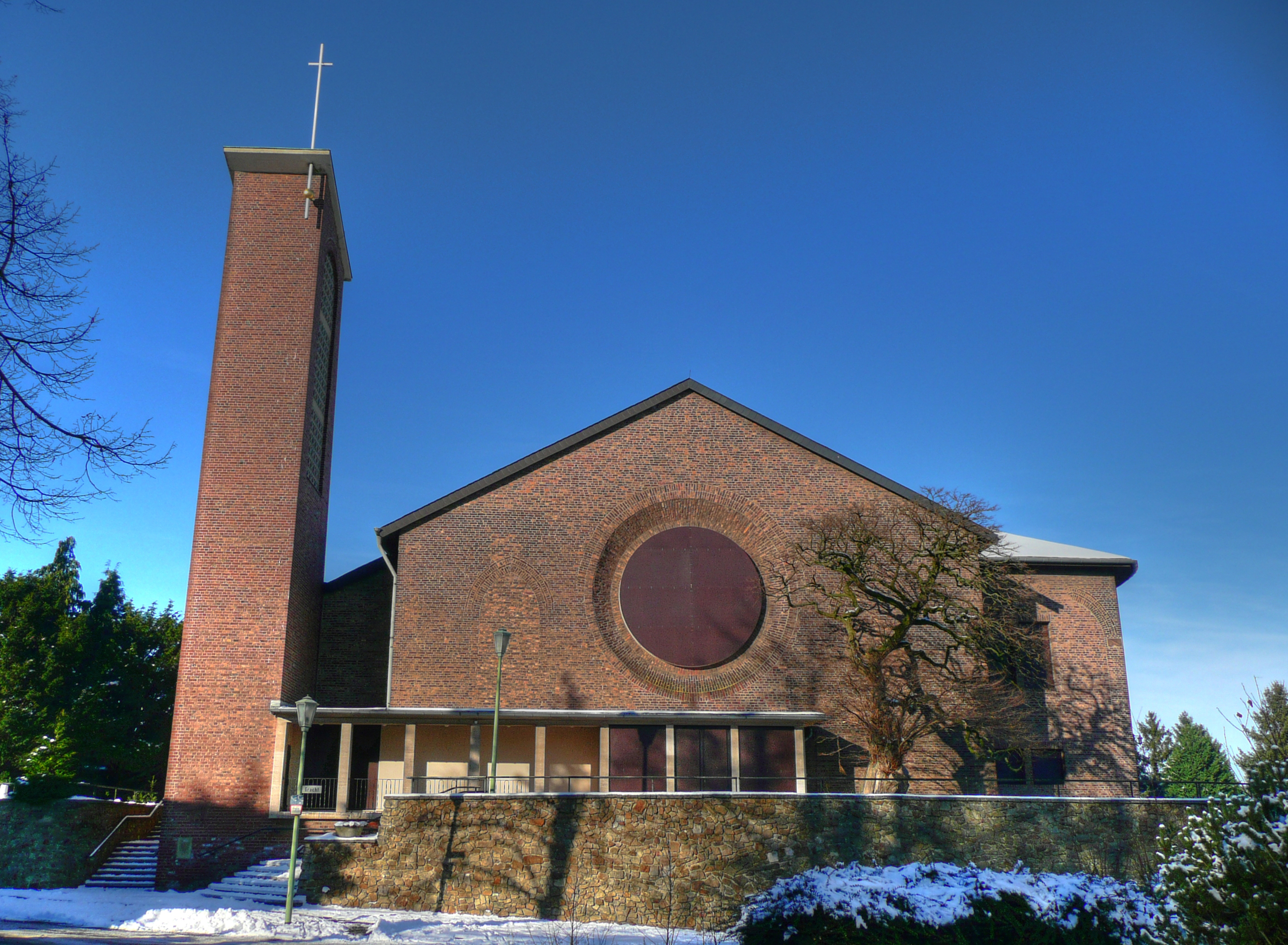
St. Mariä unbefleckte Empfängnis, Pier

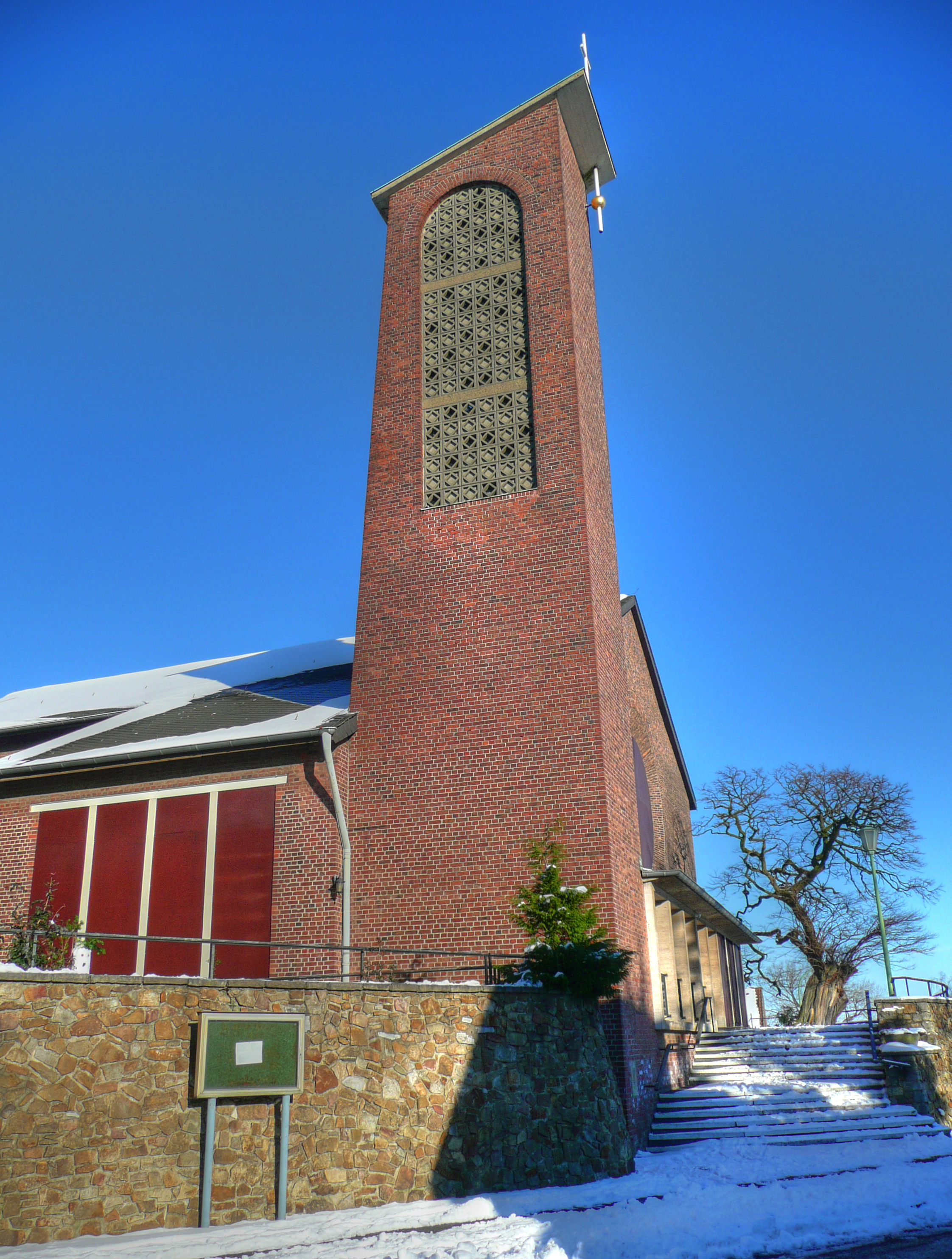
Kirchturm

St. Mariä unbefleckte Empfängnis war die römisch-katholische Pfarrkirche des Ortsteils Pier der Gemeinde Inden im Kreis Düren (Nordrhein-Westfalen). Zur Pfarrei Pier gehörten auch die Filiale Vilvenich mit der Helena-Kapelle, Haus Verken und Pommenich.

## Lage
Die Pfarrkirche befand sich in der Ortsmitte von Pier auf leicht erhöhter Position am Markt und war von einer Mauer umgeben. Vor der Kirche trafen sich die Hüttenstraße, die Straße Gracht und der Markt. Wenige Meter von der Westseite des Gotteshauses verlief eine Gasse von der Hüttenstraße zur Straße Zur Löv, die im Norden der Kirche verlief.

## Geschichte
Im Jahr 922 wurde eine Kirche in Pier das erste Mal urkundlich erwähnt. 1318 inkorporierte der Kölner Erzbischof Heinrich II. von Virneburg die Kirche den Stiftskirchen St. Margareta in Gerresheim und St. Ursula in Köln. Das Patronat besaßen diese bereits seit 922. Seit 1387 übte der Herzog von Jülich das Patronat aus. 1804 wurden die Filialen der Pfarre Pier Luchem, Merken, Schophoven, Jüngersdorf und Stütgerloch ausgegliedert. 1806 kam die bis dahin eigenständige Pfarre von Bonsdorf (mit Pier zusammengewachsen) als Filiale zur Pfarre Pier. 1844 wurde die Bonsdorfer Kirche, die der hl. Ursula von Köln geweiht war, abgerissen.
Erst seit ca. 1850 trug das Gotteshaus und die Pfarre den Namen St. Mariä unbefleckte Empfängnis. Zuvor war die Kirche dem hl. Martin von Tours geweiht, was auf ein hohes Alter von Kirche und Pfarre schließen lässt.
Durch die Umsiedlung des Ortes und den damit verbundene Abriss der Kirche wurde die nun um die 1000 Jahre alte Pfarrei zum 1. Januar 2009 aufgelöst. Das Vermögen ging an die Pfarre Langerwehe, da dort auch die neue Kapelle errichtet wurde. Mittlerweile ist das komplette Gebiet der ehemaligen Pfarre durch den Braunkohletagebau abgebaggert.

## Baugeschichte
Im 7. Jahrhundert existierte bereits eine kleine Holzkirche in Pier. Diese wurde im 10. oder 11. Jahrhundert durch eine kleine Steinkirche in Formen der Romanik ersetzt. Im 12. Jahrhundert erfolgte eine Erweiterung um ein Seitenschiff, Glockenturm und eine halbkreisförmige Apsis. 1822 erfolgte der Abriss des Kirchenschiffes aufgrund von Baufälligkeit.
Als Ersatz wurde an gleicher Stelle zwischen 1824 und 1825 eine neue Kirche im klassizistischen Baustil unter Einbezug des romanischen Glockenturms erbaut. Bereits 1892 wurde die Kirche in neogotischen Formen umgebaut. Dieses Gotteshaus wurde im Zweiten Weltkrieg bis auf wenige Mauerreste zerstört.
Von 1955 bis 1957 ist unter Einbeziehung der Mauerreste der alten Kirche nach Plänen des Rheydter Architekten Paul Bernert eine neue Kirche errichtet worden, welche am 15. August 1959 konsekriert wurde. Diese Kirche wurde am 18. Mai 2008 profaniert und im Februar 2012 abgerissen. Die Pfarrkirche musste wie der gesamte Ort Pier dem nahenden Tagebau Inden weichen.

## Baubeschreibung
St. Mariä unbefleckte Empfängnis war eine einschiffige Backsteinhalle mit dem Altarraum im Norden. Der alte Chor im Osten diente als Beichtkapelle. Die Westwand wurde durch eine große runde Rosette geprägt. Darunter befand sich das Hauptportal. Der Glockenturm stand an der Südwestseite.

## Ausstattung
In der Kirche befand sich seit 1958 eine moderne Altar-Ausstattung aus dem Atelier Schwerdt&Förster, Aachen: Ein Tabernakel mit vergoldetem Silberblech und Bergkristallen, ein Vortragekreuz aus vergoldetem Messing, Email und einem Elfenbeinkorpus von Edith Steinberg-Mannefeld sowie das Maria Goretti-Reliquiar in Messing und Email. Der Künstler Heribert Reul aus Kevelaer schuf 1956 ein Sgraffito mit Darstellung der 4 Evangelisten.
An historischer Ausstattung aus den Vorgängerkirchen waren noch eine Pietà von 1520, eine Marien- und eine Johannesfigur ebenfalls von 1520, eine Kreuzigungsgruppe aus dem Jahr 1780 und ein Kruzifix aus dem 16. Jahrhundert vorhanden.
Die Buntglasfenster waren Arbeiten von Paul Franz Bonnekamp aus den Jahren 1955 und 1964. Sie wurden beim Abriss 2012 zerstört.

## Orgel

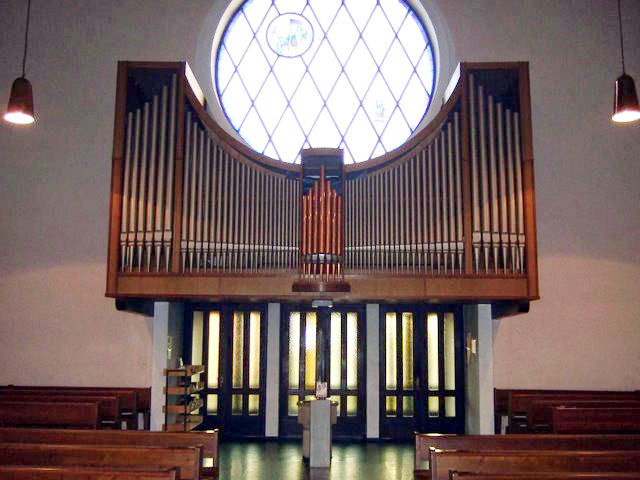
Orgel von 1966

Die Orgel wurde 1966 von der Orgelbauanstalt Karl Bach aus Aachen erbaut. Sie besaß 15 Register auf zwei Manualen und Pedal mit einer elektrischen Traktur.
Das Instrument wurde 2008 durch die Fa. Orgelbau Schulte ausgebaut und eingelagert. Sie wird dort als Gebrauchtorgel zum Kauf angeboten. Nachfolgend ist die Disposition des Instrumentes aufgeführt:
| I Hauptwerk C–g3 |       |
| Prinzipal        | 8′    |
| Gambe            | 8′    |
| Rohrflöte        | 4′    |
| Superoctave      | 2′    |
| Mixtur IV        | 1 ⁄3′ |
| Solotrompete     | 8′    |

| II Nebenwerk C–g3 |       |
| Bleigedackt       | 8′    |
| Salicional        | 8′    |
| Sing. Prinzipal   | 4′    |
| Spillpfeife       | 2′    |
| Zimbel III        | 1 ⁄2′ |

| Pedal C–f1 |         |
| Subbaß     | 16′     |
| Octavbaß   | 8′      |
| Gedacktbaß | 8′      |
| Biffara    | 2′ + 1' |

| I Hauptwerk C–g3 |       |
| Prinzipal        | 8′    |
| Gambe            | 8′    |
| Rohrflöte        | 4′    |
| Superoctave      | 2′    |
| Mixtur IV        | 1 ⁄3′ |
| Solotrompete     | 8′    |

| II Nebenwerk C–g3 |       |
| Bleigedackt       | 8′    |
| Salicional        | 8′    |
| Sing. Prinzipal   | 4′    |
| Spillpfeife       | 2′    |
| Zimbel III        | 1 ⁄2′ |

| Pedal C–f1 |         |
| Subbaß     | 16′     |
| Octavbaß   | 8′      |
| Gedacktbaß | 8′      |
| Biffara    | 2′ + 1' |

## Glocken
Die vier Stahlglocken der Kirche wurden vom Bochumer Verein für Gußstahlfabrikation 1956 gegossen. Das Motiv des Geläutes war ein Präfationsgeläutemotiv. In den Orten Langerwehe-Pier, Inden/Altdorf und Schophoven wurde jeweils eine Glocke als Denkmal für den alten Ort aufgestellt. Die vierte Glocke befindet sich im Schützenheim in Langerwehe-Pier.
| Nr. | Name | Durchmesser (mm) | Masse (kg, ca.) | Schlagton (HT-1/16) | Gießer                                          | Gussjahr |
| 1   | –    | –                | –               | e′                  | Bochumer Verein für Gußstahlfabrikation, Bochum | 1956     |
| 2   | –    | –                | –               | g′                  | Bochumer Verein für Gußstahlfabrikation, Bochum | 1956     |
| 3   | –    | –                | –               | a′                  | Bochumer Verein für Gußstahlfabrikation, Bochum | 1956     |
| 4   | –    | –                | –               | h″                  | Bochumer Verein für Gußstahlfabrikation, Bochum | 1956     |

## Pfarrer
Folgende Pfarrer wirkten bis zur Auflösung der Pfarrei 2008 in Pier:
| von – bis | Name                        |
| --------- | --------------------------- |
| 1829–1868 | Johann Heinrich Erckens     |
| 1868–1873 | Heinrich Welter             |
| 1873–1888 | Vakant                      |
| 1888–1899 | Johann Theodor Breyen       |
| 1899–1906 | Peter Gerhard Kleeff        |
| 1907–1907 | Josef Matthias              |
| 1907–1930 | Johann Wynands              |
| 1930–1947 | Adolf Wallenborn            |
| 1947–1962 | Johannes Thönißen           |
| 1963–1972 | Pater Gerhard Josef Vreriks |
| 1973–1978 | Hubert Peters               |
| 1979–2008 | Richard Kurth               |